# Terminologi
Terminologi kommer af latin: terminus = "grænse" eller "afgrænsning" + græsk: logos = "læren om". Ordet bruges som fagudtryk inden for et bestemt område. Det er altså termer, som kun bruges inden for et specifikt område. Et sådan område kunne f.eks. være sportsverdenen eller lægevidenskaben. Her gøres der brug af termer, som kun bliver brugt i de pågældende institutioner.
| filosofi | Spire Denne filosofiartikel er en spire som bør udbygges. Du er velkommen til at hjælpe Wikipedia ved at udvide den. |